# Ґульч
Ґульч (пол. Gulcz) — село в Польщі, у гміні Велень Чарнковсько-Тшцянецького повіту Великопольського воєводства.
Населення — 531 особа (2011).
У 1975-1998 роках село належало до Пільського воєводства.

## Демографія
Демографічна структура станом на 31 березня 2011 року:
|          | Загалом | Допрацездатний вік | Працездатний вік | Постпрацездатний вік |
| -------- | ------- | ------------------ | ---------------- | -------------------- |
| Чоловіки | 253     | 55                 | 167              | 31                   |
| Жінки    | 278     | 63                 | 154              | 61                   |
| Разом    | 531     | 118                | 321              | 92                   |